# Lester Holtzman
Lester Holtzman (1 de junio de 1913 - 12 de noviembre de 2002) fue un abogado, jurista y político estadounidense. Cumplió cuatro mandatos en la Cámara de Representantes de los Estados Unidos, entre 1953 y 1961. Posteriormente fue juez del Tribunal Supremo de Nueva York, cargo que ocupó desde 1962 hasta 1973.

## Biografia
Holtzman nació en la ciudad de Nueva York el 1 de junio de 1913, hijo de inmigrantes judíos de Polonia, Isidore y Rebecca. Lester fue el único hijo de la pareja nacido en Estados Unidos. Tenía una hermana mayor, Rose, que nació en Polonia y emigró con sus padres. Son los únicos dos que sobreviven a la infancia. La familia vivió en el Lower East Side de Manhattan hasta 1916, cuando Lester contrajo polio. Se establecieron en Middle Village, en Queens, lo que podría ofrecer una mejor oportunidad de recuperación. Asistió a Newtown High School en Queens hasta que su padre compró una pequeña tienda de comestibles donde Lester trabajaría mientras realizaba trabajos de preparación para la facultad de derecho por la noche. 
Fue presidente de su clase en la Facultad de Derecho de la Universidad de St. John y se graduó en 1936. Posteriormente se dedicó a la práctica privada en Queens.

## Carrera política
Holtzman había buscado trabajo político durante varios años; una vez recibió una oferta de la Administración Federal de Vivienda . Se postuló para el Congreso en 1952, un año en el que Dwight Eisenhower llegó a la Casa Blanca y los republicanos obtuvieron 22 escaños en la Cámara de Representantes. Su oponente fue Robert Tripp Ross, un titular que había ganado su escaño en una elección especial unos meses antes.  Durante la campaña prometió que cesarían los despegues de aviones a baja altura hacia el aeropuerto de Laguardia, situado en el distrito. Holtzman admitió más tarde que esto era una mentira y que fue la única mentira que dijo conscientemente en su carrera. Derrotó a Ross por un estrecho margen de 300 votos, convirtiéndose en el único demócrata en desbancar a un republicano ese año y el primer congresista judío de Queens. 
Derrotó al popular senador estatal Seymour Halpern en 1954 por más de 10.000 votos y al exjuez Albert Buschmann en las elecciones de 1956. Durante su carrera, Holtzman fue en general un parlamentario de segunda línea que apoyaba los derechos civiles, a Israel y al trabajo organizado, pero nunca presentó ninguna legislación que fuera convertida en ley. 

## Vida personal
Holtzman se casó con la ex Mae Gress en 1936. Tuvieron dos hijos, Matthew y Joy. Holtzman murió en Rockville, Maryland, el 12 de noviembre de 2002. 